# Frizz Lauterbach
Frizz Lauterbach (* 15. April 1970 in München) ist deutscher Hochschullehrer, Musikjournalist und Autor. Er ist Mitbegründer des Studiengangs Musikjournalismus und Leiter des Studiengangs Digitale Kommunikation in der Musik- und Entertainmentindustrie an der Hochschule für Musik und Theater München.

## Leben
Frizz Lauterbach wurde als Kind einer Münchner Familie geboren. Nach einem Musik- und Journalismus-Studium war Frizz Lauterbach Hörfunkautor beim SWR und BR, Musikchef bei NRJ, VH-1 Germany und Radio Salü sowie Redakteur beim Bayerischen Rundfunk. Außerdem ist er seit 2005 Mitglied der Bologna-Koordinierungskommission für die Bachelor-/Master-Studienreform an den Musikhochschulen in Bayern und gemeinsam mit Eckard Heintz, Enjott Schneider, Christoph Adt und Cornel Franz Berater des Instituts für Kulturmanagement.
Seit Oktober 2015 ist er außerdem Leiter Digitale Medien im Programmbereich Bayern 1 & Bayern 3 des Bayerischen Rundfunks.
Frizz Lauterbach ist mit dem Münchner Schriftsteller Siegfried Sommer verwandt und in derselben Wohnung in München-Sendling aufgewachsen.

## Werke und Produktionen
- 1997: Three Years To Go – Hörfeature mit Bill Gates
- 2004: Buchreihe Reihe „Musik & Medien“
- 2005: Hrsg.: MTV – Musikmaschine einer Generation
- 2006: DVD „Traumtext II“ mit Cesc Gelabert und Helga Pogatschar
- 2007: Hrsg.: München rockt – die wilde Zeit an der Isar
- 2010: Hrsg.: Kleine Geheimnisse über Musik und Medien